# Roger Neumann
Roger Neumann (* 3. Januar 1941 in Minot (North Dakota); † 28. November 2018 in Los Angeles) war ein US-amerikanischer Jazzmusiker (Baritonsaxophon, Bassklarinette, Arrangement, Komposition).

## Leben und Wirken
Neumann wuchs in Spencer (Iowa) auf und lernte zunächst Sopransaxophon; Unterricht hatte er bei seinem Vater Hugo Neumann, der als professioneller Musik Posaune und Saxophon spielte. Nach dem Studium an der Berklee School of Music, an der um 1965 erste Aufnahmen entstanden (Jazz in the Classroom, Vol. X) arbeitete er bei Woody Herman, mit dessen Bigband er auf dem Monterey Jazz Festival gastierte. Ab den späten 1960er-Jahren spielte er im Ray Allen Orchestra, bei Bob Crosby, Buddy Rich (Keep the Customer Satisfied, 1970), Ray Charles, John „Terry“ Tirabasso und in der von Don Menza geleiteten Los Angeles City College Jazz Band. 1975 gründete er die Roger Neumann's Rather Large Band; ein erstes Album entstand 1983 für Seabreeze Records. Neumanns Band wirkte auch bei This Is My Lucky Day, einem Grammy-nominierten Album seiner Frau Madeline Vergari Neumann mit.
Als Arrangeur, Komponist und Studiomusiker arbeitete Neumann in den folgenden Jahren in Los Angeles u. a. mit Musikern wie Michael Bublé, Ray Anthony, Mel Tormé, Bill Elliott, Ralph Carmichael, Scott Whitfield und Barbra Streisand. Des Weiteren schrieb er Arrangements für Buddy Rich, Count Basie, Benny Carter, Ray Charles, Anita O’Day, Les Brown und The Beach Boys; ferner war er in der Los Angeles Jazz Society aktiv. Als Musikpädagoge arbeitete Neumann im Programm Jazz Goes to School in Eagle County. Die L.A. Jazz Society zeichnete ihn als Pädagoge des Jahres aus. Zuletzt wirkte er bei Phil Normans Album Then and Now: Classic Sounds and Variations of 12 Jazz Legends (2017) mit. Im Bereich des Jazz war er zwischen 1965 und 2016 an 54 Aufnahmesessions beteiligt, zuletzt bei Katie Thiroux (Offbeat, u. a. mit Ken Peplowski). Neumann trat als Musiker in den Filmen La Bamba, My Favorite Year und For the Boys auf; er wirkte auch bei den Soundtracks der Spielfilme Three Men and a Little Lady (1990) und Mumford mit.

## Diskographische Hinweise
- Roger Neumann's Rather Large Band: Instant Heat (Sea Breeze, 1993)